# Гродзіще (Зомбковицький повіт)
Гродзіще (пол. Grodziszcze) — село в Польщі, у гміні Стошовиці Зомбковицького повіту Нижньосілезького воєводства.
Населення — 485 осіб (2011).
У 1975-1998 роках село належало до Валбжиського воєводства.

## Демографія
Демографічна структура станом на 31 березня 2011 року:
|          | Загалом | Допрацездатний вік | Працездатний вік | Постпрацездатний вік |
| -------- | ------- | ------------------ | ---------------- | -------------------- |
| Чоловіки | 247     | 50                 | 184              | 13                   |
| Жінки    | 238     | 43                 | 151              | 44                   |
| Разом    | 485     | 93                 | 335              | 57                   |